# 216 Dywizja Piechoty (III Rzesza)
216 Dywizja Piechoty (niem. 216. Infanterie-Division) – niemiecka dywizja z czasów II wojny światowej, sformowana przez dowództwo Landwehry w Hanowerze na mocy rozkazu z 26 sierpnia 1939, w 3. fali mobilizacyjnej w XI Okręgu Wojskowym.

## Struktura organizacyjna
- Struktura organizacyjna w sierpniu 1939 roku:
  - 348  pułk piechoty
  - 396  pułk piechoty
  - 398  pułk piechoty
  - 216  pułk artylerii
  - 216  batalion pionierów
  - 216  oddział rozpoznawczy
  - 216  oddział przeciwpancerny
  - 216  oddział łączności
  - 216  polowy batalion zapasowy

- Struktura organizacyjna w lutym 1940 roku:
  - 348  pułk piechoty
  - 396  pułk piechoty
  - 398  pułk piechoty
  - 216  pułk artylerii
  - 216  batalion pionierów
  - 216  szwadron rozpoznawczy
  - 216  oddział przeciwpancerny
  - 216  oddział łączności
  - 216  polowy batalion zapasowy

- Struktura organizacyjna w czerwcu 1942 roku:
  - 348  pułk grenadierów
  - 396  pułk grenadierów
  - 216  pułk artylerii
  - 216  batalion pionierów
  - 216  oddział przeciwpancerny
  - 216  oddział łączności
  - 216  polowy batalion zapasowy

## Dowódcy dywizji
- Generalleutnant Hermann Böttcher 26 VIII 1939 – 8 VIII 1940;
- Generalleutnant Kurt Himer 8 VIII 1940 – 1 IV 1941;
- General Werner Freiherr von und zu Gilsa 1 IV 1941 – 4 IV 1943;
- Generalmajor Friedrich – August Schack 7 V 1943 – 3 X 1943;
- Generalleutnant Egon von Neindorff 3 X 1943 – 20 X 1943;
- Generalmajor Gustav Gihr 20 X 1943 – 30 XI 1943;